# La Feuillée
La Feuillée è un comune francese di 682 abitanti situato nel dipartimento del Finistère nella regione della Bretagna.

## Società

### Evoluzione demografica
Abitanti censiti